# American Physical Society
L'American Physical Society (APS) è una organizzazione statunitense, fondata nel 1899, che ha lo scopo di promuovere l'avanzamento della fisica, attraverso il supporto ai fisici, la diffusione delle informazioni e la collaborazione internazionale.
È editore di alcune riviste di fisica tra cui Physical Review e Physical Review Letters. Ogni anno assegna premi a scienziati che si siano distinti nella fisica e in discipline collegate, tra i quali il Premio Lilienfeld per i contributi più importanti.

## Unità
L'APS è suddivisa in 47 unità, raggruppate in divisioni (basate sugli argomenti), sezioni (su base geografiche), forum e topical groups.

### Divisioni
- Astrofisica (DAP)
- Fisica atomica, molecolare e ottica (DAMOP)
- Biofisica (DBIO)
- Chimica fisica (DCP)
- Fisica computazionale (DCOMP)
- Fisica della materia condensata (DCMP)
- Fluidodinamica (DFD)
- Fisica gravitazionale (DGRAV)
- Scienza dei laser (DLS)

- Fisica dei materiali (DMP)
- Fisica nucleare (DNP)
- Particelle e campi (DPF)
- Fisica dei fasci (DPB)
- Fisica del plasma (DPP)
- Fisica dei polimeri (DPOLY)
- Informazione quantistica (DQI)
- Materia soffice (DSOFT)

## Presidenti
- Henry Augustus Rowland (1899-1900)
- Albert A. Michelson (1901-1902)
- Arthur Gordon Webster (1903-1904)
- Carl Barus (1905-1906)
- Edward Leamington Nichols (1907-1908)
- Henry Crew (1909-1910)
- William Francis Magie (1911-1912)
- Benjamin Osgood Peirce (1913)
- Ernest Merritt (1914-1915)
- Robert Andrews Millikan (1916-1917)
- Henry A. Bumstead (1918)
- Joseph Sweetman Ames (1919-1920)
- Theodore Lyman (1921-1922)
- Thomas Corwin Mendenhall (1923-1924)
- Dayton Miller (1925-1926)
- Karl Taylor Compton (1927-1928)
- Henry Gale (1929-1930)
- William Francis Gray Swann (1931-1932)
- Paul D. Foote (1933)
- Arthur Compton (1934)
- Robert W. Wood (1935)
- Floyd K. Richtmyer (1936)
- Harrison M. Randall (1937)
- Lyman James Briggs (1938)
- John Torrence Tate Sr. (1939)
- John Zeleny (1940)
- George B. Pegram (gen.-giu. 1941)
- George Walter Stewart (lug.-dic. 1941)
- Percy Williams Bridgman (1942)
- Albert W. Hull (1943)
- Arthur Jeffrey Dempster (1944)
- Harvey Fletcher (1945)
- Edward Condon (1946)
- Lee Alvin DuBridge (1947)
- J. Robert Oppenheimer (1948)
- Francis Wheeler Loomis (1949)
- Isidor Isaac Rabi (1950)
- Charles Christian Lauritsen (1951)
- John Hasbrouck Van Vleck (1952)
- Enrico Fermi (1953)
- Hans Bethe (1954)
- Raymond Thayer Birge (1955)
- Eugene Wigner (1956)
- Henry DeWolf Smyth (1957)
- Jesse Beams (1958)
- George Uhlenbeck (1959)
- Victor Weisskopf (1960)
- Frederick Seitz (1961)
- William V. Houston (1962)
- John Harry Williams (1963)
- Robert Bacher (1964)
- Felix Bloch (1965)
- John Archibald Wheeler (1966)
- Charles H. Townes (1967)
- John Bardeen (1968)
- Luis Walter Alvarez (1969)
- Edward Mills Purcell (1970)
- Robert Serber (1971)
- Philip M. Morse (1972)
- Joseph Edward Mayer (1973)
- Pief Panofsky (1974)
- Chien-Shiung Wu (1975)
- William Alfred Fowler (1976)
- George Pake (1977)
- Norman Foster Ramsey Jr. (1978)
- Lewis M. Branscomb (1979)
- Herman Feshbach (1980)
- Arthur Leonard Schawlow (1981)
- Maurice Goldhaber (1982)
- Robert Marshak (1983)
- Mildred Dresselhaus (1984)
- Robert R. Wilson (1985)
- Sidney Drell (1986)
- Val Logsdon Fitch (1987-1988)
- James A. Krumhansl (1989)
- Eugen Merzbacher (1990)
- Nicolaas Bloembergen (1991)
- Ernest M. Henley (1992)
- Donald N. Langenberg (1993)
- Burton Richter (1994)
- C. Kumar N. Patel (1995)
- Robert Schrieffer (1996)
- D. Allan Bromley (1997)
- Andrew Sessler (1998)
- Jerome Isaac Friedman (1999)
- James S. Langer (2000)
- George Trilling (2001)
- William F. Brinkman (2002)
- Myriam Sarachik (2003)
- Helen Quinn (2004)
- Marvin L. Cohen (2005)
- John Hopfield (2006)
- Leo Kadanoff (2007)
- Arthur Bienenstock (2008)
- Cherry A. Murray (2009)
- Curtis Callan (2010)
- Barry Barish (2011)
- Robert L. Byer (2012)
- Michael S. Turner (2013)
- Malcolm R. Beasley (2014)
- Sam Aronson (2015)
- Homer Neal (2016)
- Laura Greene (2017)
- Roger Falcone (2018)
- David Gross (2019)
- Philip H. Bucksbaum (2020)
- Sylvester James Gates Jr. (2021)
- Frances Hellman (2022)
- Robert Rosner (2023)

## Premi assegnati
- Premio Lars Onsager - fisica statistica teorica
- Premio Sakurai - fisica delle particelle teorica
- Premio Dannie Heineman per la fisica matematica (in collaborazione con l'American Institute of Physics)
- James Clerk Maxwell Prize for Plasma Physics - fisica del plasma